# Cofidis België
Cofidis (Compagnie financière de distribution) België is een Belgisch bedrijf gespecialiseerd in de verkoop en het beheer op afstand van consumentenkredieten. Het biedt financierings- en verzekeringsoplossingen aan op de Belgische markt.
Het bedrijf is een dochteronderneming van de Cofidis Group, dat op zijn beurt een dochteronderneming is van Crédit Mutuel Alliance Fédérale. Het Belgische hoofdkantoor is gevestigd in Orcq (Doornik).

## Geschiedenis
Cofidis Group werd in 1982 opgericht in Frankrijk door François Migraine, uit de intentie van de groep 3 Suisses om klanten die via hun catalogus aankopen deden de mogelijkheid te bieden om hun betalingen te spreiden.
Het bedrijf is al meer dan 40 jaar actief in België. De eerste vestiging buiten Frankrijk werd in 1985 geopend in België onder de naam Alfigen (Algemene financiering/Financement général). In 1996 werd de naam gewijzigd naar Cofidis België.
Sinds 2024 is Crédit Mutuel Alliance Fédérale de enige aandeelhouder van Cofidis Group, dat op zijn beurt de enige aandeelhouder is van Cofidis België. 

## Activiteiten
Cofidis België biedt diensten aan op het vlak van:
- doorlopende kredieten (al dan niet gelinkt aan een betaalkaart);
- persoonlijke leningen of leningen op afbetaling;
- het hergroeperen van kredieten;
- verzekeringen.

## Vestigingen

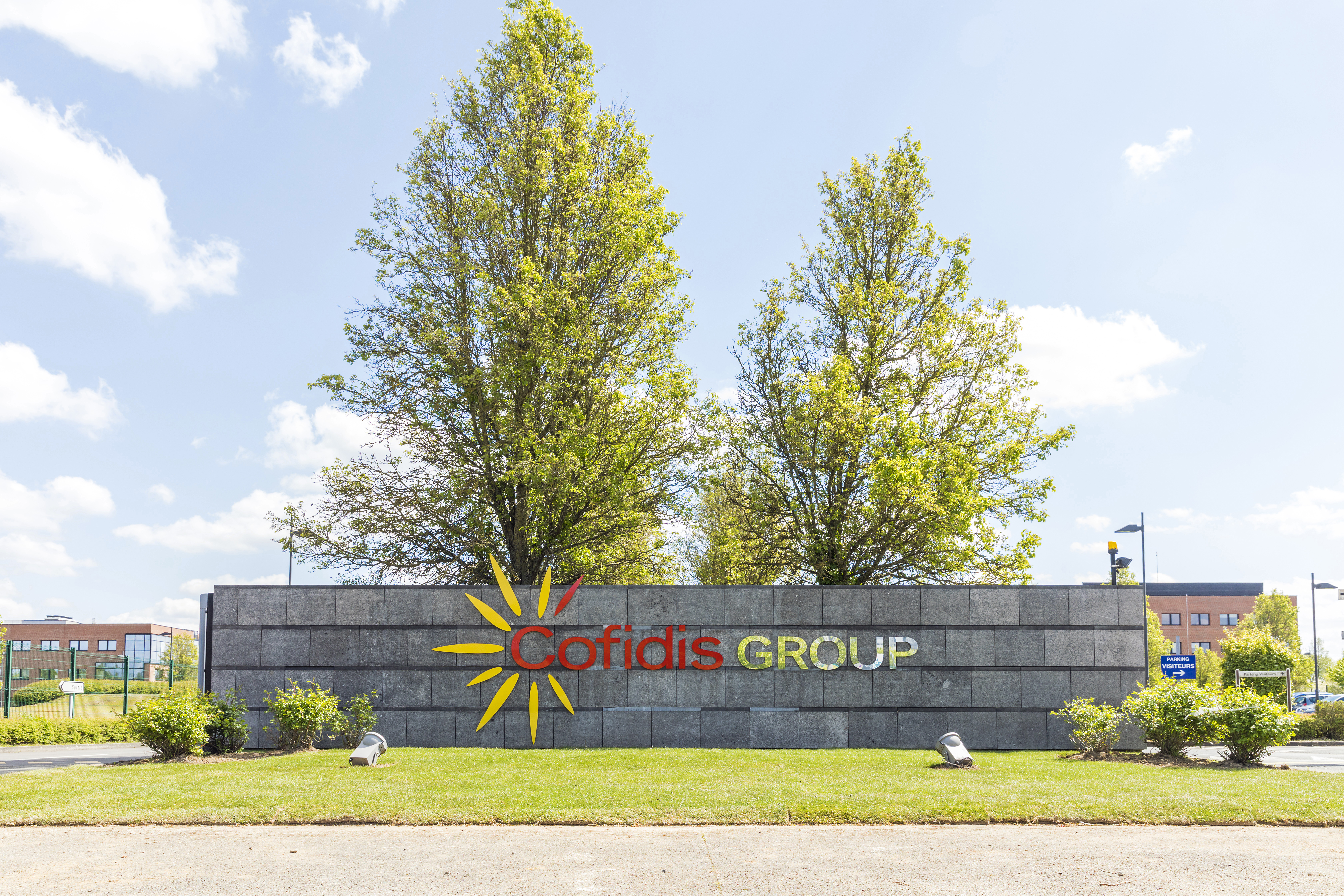
Cofidis Group in Villeneuve d'Ascq, Frankrijk

Cofidis België stelt vanuit zijn hoofdkantoor in Orcq (Doornik) ongeveer 450 mensen tewerk.
Cofidis Group is aanwezig in negen Europese landen: België, Spanje, Frankrijk, Hongarije, Italië, Polen, Portugal, Tsjechische Republiek en Slowakije. 

## Sponsoring

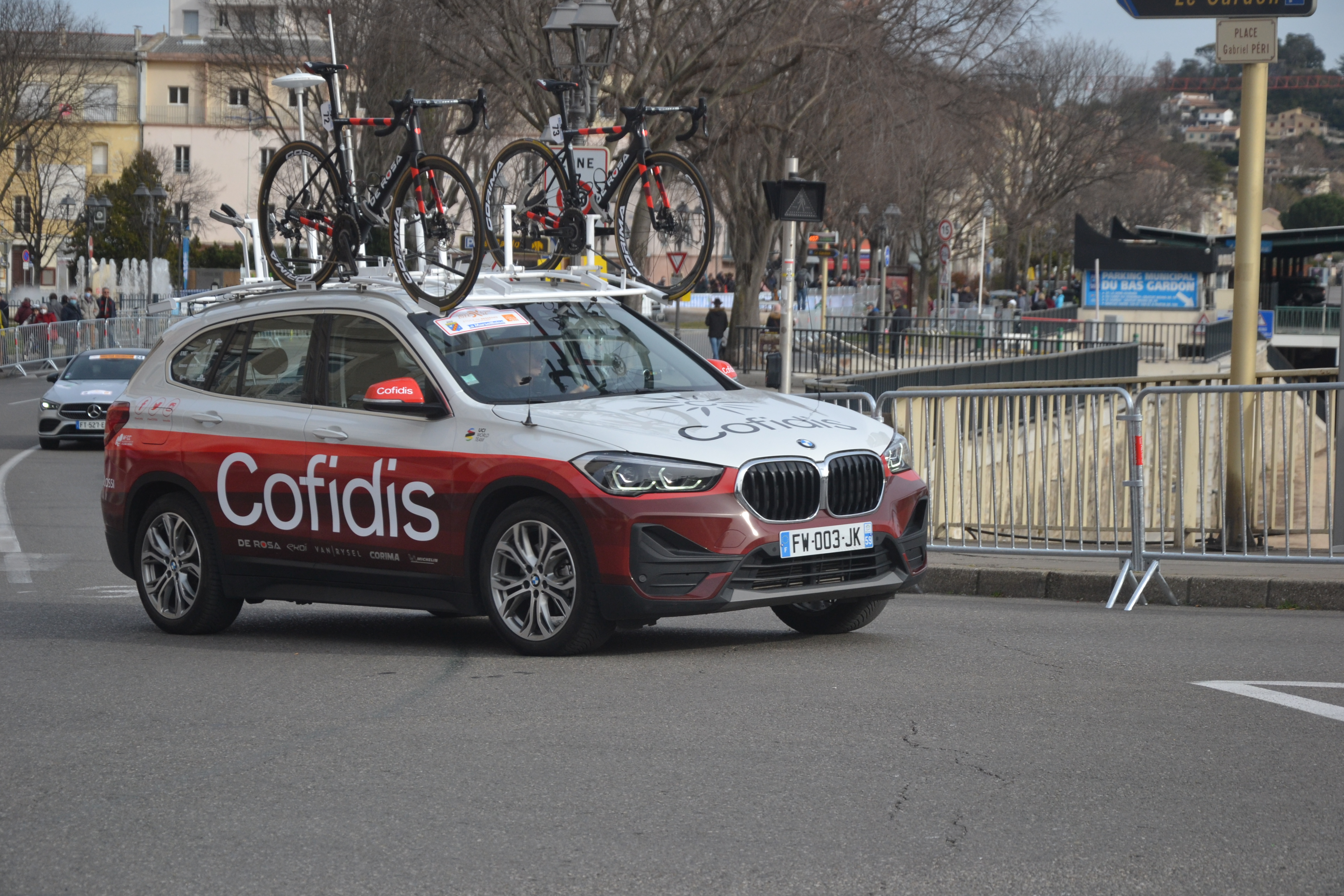
Teamwagen in 2022

Sinds 1996 sponsort Cofidis Group een mannen- en een vrouwenwielerploeg die elk jaar deelneemt aan onder andere de Ronde van Frankrijk en andere wielerwedstrijden. Cofidis België is partner van de Waalse Pijl en van Luik-Bastenaken-Luik. Sinds 2016 sponsort Cofidis België ook het veldrijden, een sport die complementair is aan het wielerseizoen op de weg. Cofidis lanceerde in 2010 tevens een paracyclingteam in het wielrennen.
Cofidis Group verlengde in 2024 het hoofdsponsorschap van zijn mannen-, vrouwen- en paracyclingteams in het wielrennen tot 2028.
Voorheen sponsorde Cofidis België verschillende sportevenementen, zoals de Beker van België tussen 2008 en 2015; Cofidis Cup werd daarna Croky Cup.